# Isuf Rustemi
Isuf Rustemi (ur. 1879 w Mavrovë, zm. 5 listopada 1943 w Slapie) – albański wojskowy, w 2020 roku pośmiertnie uhonorowany Orderem Skanderbega III klasy.